# Кледрастис жовтий (пам'ятка природи)

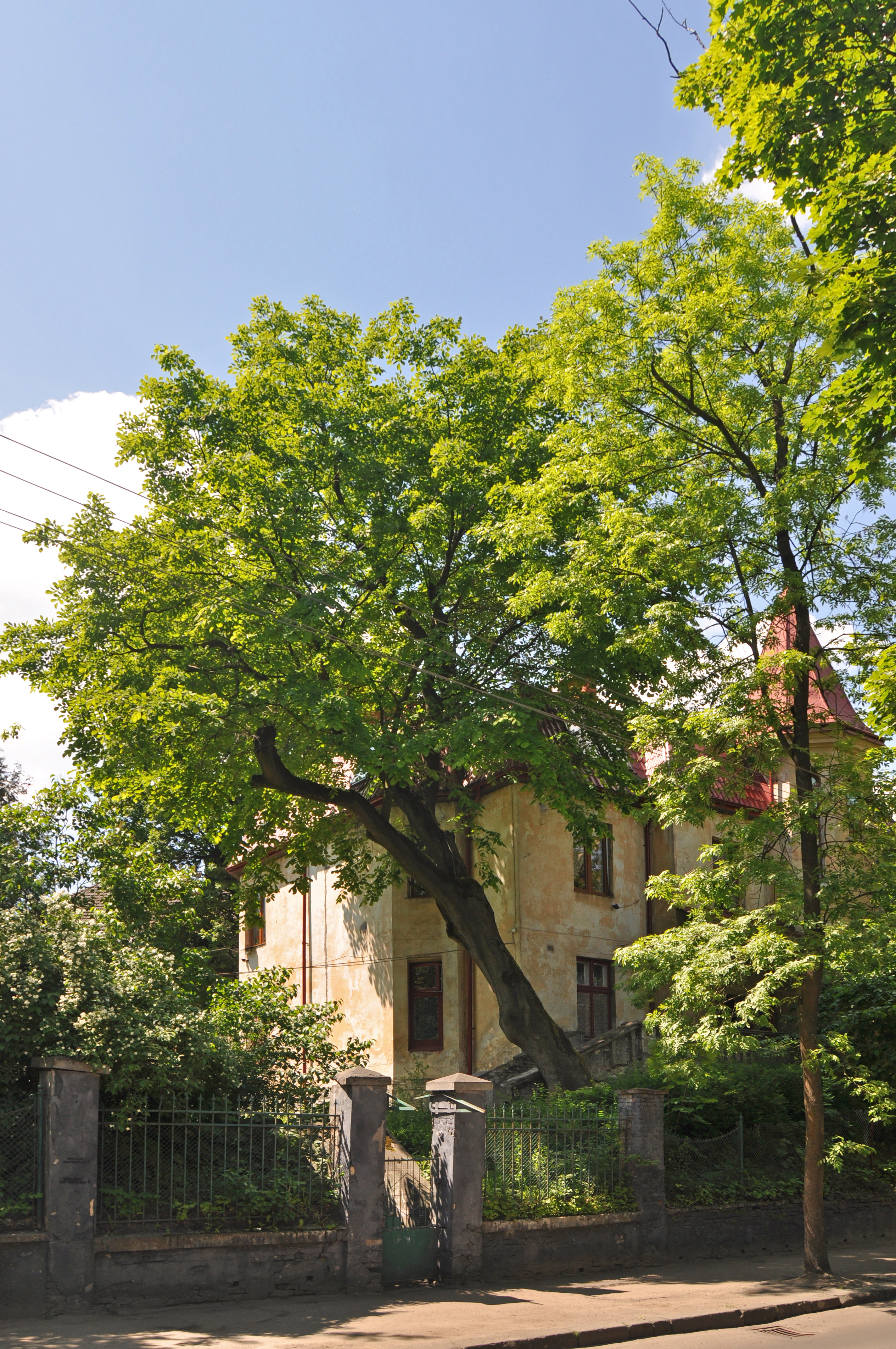

Кледра́стис жо́втий — ботанічна пам'ятка природи місцевого значення в Україні. Розташована в межах міста Львова, на вулиці Рудницького, 12.
Площа 0,05 га. Статус надано 1984 року. Перебуває у віданні міськжитлоуправління.
Статус надано з метою збереження одного екземпляра декоративної рослини — кледрастиса жовтого (Cladrastis kentukea), ендеміка Північної Америки.